# Patrice Lumumba
Patrice Émery Lumumba, tudi Patrice Hemery Lumumba, kongovski politik, * 2. julij 1925, † 17. januar 1961
Bil je borec za osamosvojitev ter predsednik vlade Demokratične republike Kongo od junija do septembra leta 1960. Odigral je pomembno vlogo v transformaciji Konga iz belgijske kolonije v samostojno republiko. Ideološko je pripadal afriškim nacionalistom in panafriškem gibanju, bil je vodja politične stranke Kongovsko narodno gibanje (MNC) od leta 1958 do njegove usmrtitve.
Kmalu po razglasitvi neodvisnosti leta 1960 je v vojski izbruhnil upor, ki je označil začetek kongovske krize. Lumumba je zaprosil ZDA in Združene narode za pomoč pri zatiranju katanganskih secesionistov, ki jih je podpirala Belgija. Njegove prošlje so bile zavrnjene, zato se je Lumumba za podporo obrnil na Sovjetsko zvezo. To je privedlo do vedno večjega razhajanja s predsednikom Josephom Kasa-Vubujem in predsedujočim Josephom-Désiréjem Mobutujem, ter z ZDA in Belgijo, ki so v hladni vojni nasprotovale Sovjetski zvezi. 
Lumumbo so pozneje zaprle državne oblasti pod Mobutujem, usmrtili pa so ga s streljanjem pod poveljstvom katanganskih oblasti. Po atentatu so ga na splošno gledali kot mučenca širšega panafriškega gibanja. Leta 2002 se je Belgija uradno opravičila zaradi svoje vloge pri atentatu na Lumumbo.

## Zadnji dnevi in usmrtitev
Lumumba je bil poslan 3. decembra 1960 v vojašnico Camp Hardy, Thysville, 150 km od Léopoldvilla. Spremljala sta ga Maurice Mpolo in Joseph Okito, dva politična sodelavca, ki sta mu nameravala pomagati pri sestavljanju nove vlade. Stražarji so jih po Mobutujevem ukazu slabo hranili. V zadnjem dokumentiranem pismu Lumumba je Rajeshwarju Dayalu napisal: »Z eno besedo, živimo v popolnoma nemogočih razmerah; poleg tega so v nasprotju z zakonom.«
17. januarja 1961 so Lumumbo odpeljali na osamljeno mesto, kjer so se zbrale tri strelne ekipe. Usmrtitev s streljanjem so izvšili ob navzočnosti najvišjih pripadnikov katanganskih oblasti in belgijskih časnikov.

### Obvestilo o smrti in reakcije na smrt
V javnosti se še nekaj tednov ni pojavilo nobeno obvestilo o njegovi smrti, kljub govoricam, da je Lumumba mrtev. Radio je 10. februarja sporočil, da sta Lumumba in dva druga ujetnika pobegnila . Njegova smrt je bila uradno objavljena 13. februarja po radiu Katangan: domnevno naj bi ga ubili vaščani tri dni po pobegu iz zapora Kolatey .
Po razglasitvi Lumumbine smrti so bili v več evropskih državah organizirani ulični protesti; v Beogradu so protestniki vdrli v belgijsko veleposlaništvo in se spopadli s policijo, v Londonu pa se je množica ljudi odpravila od trga Trafalgar do belgijskega veleposlaništva, kjer je bilo izročeno protestno pismo in kjer so se protestniki spopadli s policijo. V New Yorku so demonstracije pred stavbo Varnostnega sveta ZN postale nasilne in se razširile na ulice.

## Tuje države, vpletene v njegovo smrt
Hladna vojna je vplivala na stališče Belgije in ZDA do Lumumbe, saj so se bali komunističnega vpliva. Mislili so, da gravitira proti Sovjetski zvezi, čeprav po besedah Seana Kellyja, ki je dogajanje spremljal kot dopisnik Glasu Amerike,  to ni bilo zato, ker bi bil Lumumba komunist, ampak ker je edino pri ZSSR našel podporo prizadevanju njegove države, da se osvobodi kolonialne vladavine. ZDA so bile prva država, ki jo je Lumumba zaprosil za pomoč. Lumumba sam je zanikal, da bi bil komunist, in dejal, da se mu zdita kolonializem in komunizem enako obžalovanja vredna. Izpovedal je svojo osebno predanost nevtralnosti med Vzhodom in Zahodom.